# Карашевцы
Карашевцы (карашовени) — малочисленная хорватская этническая группа в Румынии, в исторической области Банат. Древняя хорватская диаспора — по преимуществу, выходцы из Турополья (Turopolje) и боснийской Сребреницы.

## Карашевские сёла
Карашевцы живут в банатских сёлах:
- Карашево (Karaševo осн. в 1299 г.),
- Лупак (Lupak, осн. в 1598 г.),
- Нермит (Nérmiđ),
- Ябалча (Jabalče, осн. в 1564 г.),
- Клокотич (Klokotič осн. в 1690 г.),
- Равник (Ravnik осн. в 1690 г.)
- Водник (Vodnik осн. в 1723 г.).

Все сёла — в пределах современного жудеца Караш-Северин. Старейшее из хорватских сёл Румынии — основанное в 1299 году и получившее в XVI в. широкие муниципальные права — Карашево.

## История
Большинство карашевцев являются потомками переселенцев из Турополья.
Первое достоверное упоминание карашевской школы относится к 1760 году. Учителя звали Милер Гвоздич (Miler Gvozdić). Преподавание велось на хорватском языке, школа была церковно-приходской и подчинялась Чанадскому (Čanadski) епископу в Темешваре. В 1907 году возможность получения образования на родном языке для карашевцев была ограничена законом Альберта Аппоньи, запретившем употребление языков национальных меньшинств в учебных заведениях. В 1907—1918 гг. преподавание в карашевской школе велось на венгерском.
В 1940-х годах карашевцы сильно пострадали от коллективизации. Несмотря на все сложности, в 1947 году карашевцы основали культурное общество «Mladi Karaševci».
В настоящее время большинство лингвистов признаёт, что говоры карашевцев относятся к сербской штокавщине, однако спорным остаётся вопрос, принадлежат ли они к косовско-ресавскому или к тимокско-лужницкому диалекту. Отмечается также архаичность карашевского говора, поэтому ряд исследователей рассматривал карашевцев как осколок античных славян Дакии. Особая ситуация сложилась в селе Ябалча, жители которого признают своё этническое единство с населением других карашевских сел, однако в повседневной жизни используют румынский язык.
Вероисповедание карашевцев — католичество. После 1991 года большинство карашевцев получило хорватские паспорта, многие работают в Хорватии. Интересы этнической группы представляет Союз хорватов Румынии. Эта организация издаёт журнал «Hrvatska grancica» (в селе Карашова). Ныне в карашевских сёлах имеются школы с преподаванием на хорватском языке, в том числе хорватско-румынская гимназия в селе Карашево.